# Saint-Amand-Magnazeix
Saint-Amand-Magnazeix è un comune francese di 552 abitanti situato nel dipartimento dell'Alta Vienne nella regione della Nuova Aquitania.

## Società

### Evoluzione demografica
Abitanti censiti